# Acylochilus strumosus
Acylochilus strumosus är en skalbaggsart som beskrevs av Ohaus 1909. Acylochilus strumosus ingår i släktet Acylochilus och familjen Melolonthidae. Inga underarter finns listade i Catalogue of Life.